# SYSLINUX
SYSLINUX は軽量なブートローダで、主にLinuxカーネルを起動するために使用される。作者はハンズ・ピーター・アンビン。いくつかの独立したプログラムから構成されており、ISOLINUXなどのコンポーネントが知られている。

## SYSLINUXのコンポーネント
SYSLINUXには次のコンポーネントが含まれている。
SYSLINUXフロッピーディスクやUSBメモリなどのFATファイルシステムからLinuxカーネルをブートするプログラム。
ISOLINUXCD-ROMなどで使われるISO 9660ファイルシステムからLinuxカーネルをブートするプログラム。
PXELINUXPreboot Execution Environment (PXE)を使用したネットワークブートを行うプログラム。
EXTLINUXLinuxで一般的なext2やext3、ext4、btrfsといったファイルシステムからのブートを行うプログラム。
MEMDISKMS-DOSなどの古いOSを起動するプログラム。
また、2つの異なるメニューシステムを備えており、追加モジュールを開発するための開発環境も用意されている。

## 使用例

### SYSLINUXとISOLINUX
HDDにインストールされたLinuxの起動にSYSLINUXを用いる例は少ない。なぜなら、Linuxは通常FATファイルシステムにはインストールされないからである。いっぽう、起動ディスクやレスキューディスク、Live USB、そのほか軽量システムのブートにはよく利用されている。また、ISOLINUXはLinuxのLive CDやブータブルなインストールCDで広く使われている。
CD-ROMからのブートについては、標準規格であるEl Torito standardでは2つの異なるブートモードが規定されているため、若干複雑である。
フロッピーエミュレーションモードブート情報がフロッピーディスクのイメージファイルとして格納されており、CDからロードされたイメージはその後仮想フロッピーディスクとして認識される。このイメージファイルのファイルシステムはFATであるため、ブートローダにSYSLINUXが必要となる。
エミュレーションなしモードブート情報はCDに（フロッピーイメージとしてではなく）直接格納される。このモードではISOLINUXを使用してブートが可能である。このモードは制約が少ないものの、BIOSのバグによって正しく動作しないことがある。特に、1999年ごろ以前に作られたコンピュータではISOLINUXによるブートが不可能なものが多い。そのような場合はフロッピーエミュレーションモードを使用し、SYSLINUXによるブートを行う必要がある。なお、最近のコンピュータではエミュレーションなしモードを問題なく利用できることがほとんどである。
最近ではLive USBでSYSLINUXが多く使われている。また、ディスクへのインストールの必要なしに利用できるSlaxといったディストリビューションでも使われている。

### PXELINUX
PXELINUXはPXE互換のROMを備えたネットワークカードと組み合わせて利用される。PXE環境は基本的なTCP/IPネットワークを有効にするためにDHCPやBOOTPを使用し、ブートプログラムをTFTPによってダウンロードする。このブートストラッププログラムはTFTPサーバーからダウンロードされた指示に従い、カーネルのロードや設定を行う。
よくある例としては、PXELINUXは中央ネットワークサーバーからのLinuxのインストールや、シンクライアントのブートといったものが挙げられる。

### EXTLINUX
EXTLINUXはLILOやGRUBのような汎用ブートローダとして使われることが多い。

## ハードウェア探知ツール (HDT)
リリース3.74より、SYSLINUXプロジェクトはHardware Detection Tool (HDT)プロジェクトをホストしている。このツールはx86互換システムの低レベル情報を表示するSyslinux com32モジュールで、コマンドラインインターフェイスおよび閲覧のためのセミグラフィカルメニューモードを備えている。HDTはcom32ファイルおよびブート可能ISOイメージ、2.88MBフロッピーディスクイメージといった形で提供されている。